# Clapham Beck
Der Clapham Beck ist ein Bach, der am Ingleborough in North Yorkshire, England entspringt. 
Der Clapham Beck fließt aus der Ingleborough Cave, in die das Wasser über eine unterirdische Verbindung mit der Gaping-Gill-Höhle und dem Fell Beck gelangt.
Der Clapham Beck fließt in südlicher Richtung durch den Ort Clapham, wo er einen kleinen See genannt „The Lake“ bildet. Der Lauf des Flusses setzt sich beim Verlassen von Clapham in südlicher Richtung fort, bis er in den Wenning mündet.